# Анастасия Пивоварова
Анастасия Пивоварова  (на руски: Анастасия Олеговна Пивоварова) е професионална тенисистка от Русия. Започва да тренира на 6-годишна възраст. Преминава през школата за млади таланти на ЦСКА (Москва). В по-късното си професионално израстване, Анастасия Пивоварова преминава и през тенис-академията на Джон Евърт в Бока Ратон, Флорида.
През 2005 г., официално стартира кариерата на руската тенисистка, която преминава през различните възрастови групи в турнирите, организирани от Международната тенис федерация (ITF). През същата 2005 г., Анастасия Пивоварова записва първата си титла на турнира в Москва, в чиито финален сблъсък побеждава сънародничката си Олга Панова с резултат 7:6, 7:6. През 2007 г., рускинята печели три турнира на сингъл срещу: Аманда Елиът, Екатерина Макарова и Анна Лапушченкова.
През 2007 г., младата руска тенисистка за първи път получава „уайлдкард“ за турнир, организиран от Женската тенис асоциация (WTA). Тя участва на силния турнир в Индиън Уелс, където във втория кръг е елиминирана от италианката Карин Кнап.
В турнирите от Големия шлем, Анастасия Пивоварова регистрира своето най-силно участие по време на „Откритото първенство на Франция“. Тя успешно преодолява фазата на квалификациите, за да се добере до освовната схема. Така в първия кръг на „Ролан Гарос“ 2010, тя се налага над своята сънародничка Екатерина Бичкова с 6:5, 6:4. Във втория кръг елиминира китайската тенисистка Цзе Чжън с резултат 6:4, 6:3. В третия кръг на надпреварата, руската тенисистка губи от бъдещата финалистка в състезанието — австралийката Саманта Стосър, която я побеждава с 6:3, 6:2.